# Wieliczka

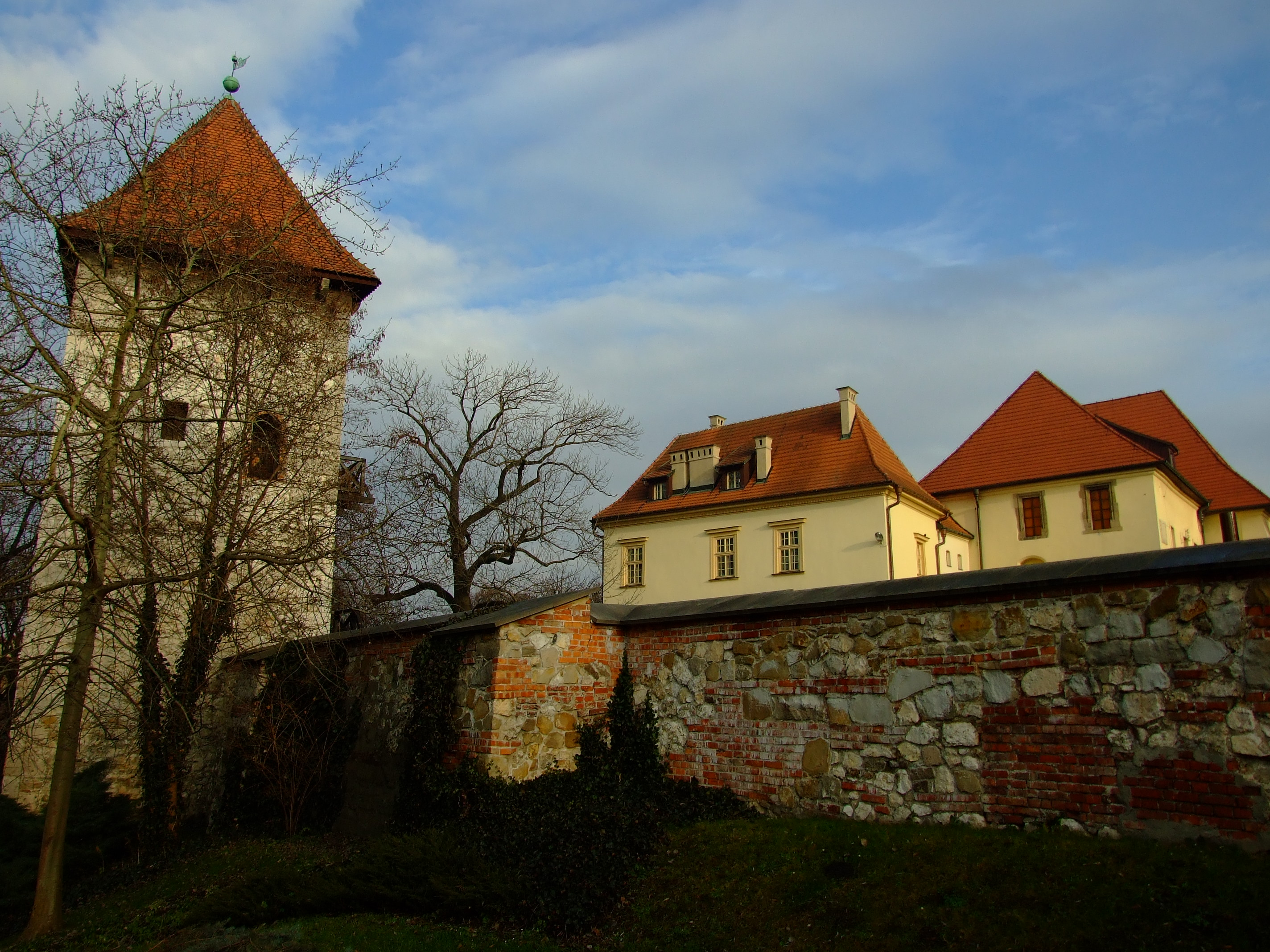
Muzeul Zamek Żupny

Wieliczka este un oraș în județul Wieliczka, Voievodatul Polonia Mică, cu o populație de 20893 locuitori (2012) în sudul Poloniei.
Salina din Wieliczka a fost înscrisă în anul 1978 pe lista patrimoniului cultural mondial UNESCO.

## Locație geografică
Orașul Wieliczka se află în partea centrală și sudică a Poloniei, în regiunea Malopolska (voievodatul Polonia Mică), în zona  Cracovia. Orașul este situat la 13 km la sud-est de Cracovia.
Sub orasului este Salina Wieliczka. una dintre cele mai vechi mine de sare din lume (cea mai veche este cea de la Bochnia,  la 20 km de Wieliczka), care a fost în funcțiune din timpuri preistorice.
Orașul se află într-o vale între două creste care se întind de la vest la est: la sud dealurile Wieliczka, la nord nisipurile Bogucice, inclusiv înălțimile Wieliczka-Gdów.
Creasta de sud este mai înaltă, în timp ce creasta de nord duce la drumul național 94. În apropierea orașului se află pe autostrada A4 (drumul european E40), care într-un viitor apropiat va conecta  Cracoviade Ucraina.
În ciuda teritoriului mic, altitudinea relativă a orașului este peste 137m: cel mai înalt munte ajunge la 361,8 metri deasupra mării, iar cel mai jos punct se afla la o altitudine de 224 de metri deasupra nivelului mării.

## Istorie

#### Secolele XVIII-XIX
La 9 iunie 1772  Wieliczka a fost ocupată de către forțele austriece. În 1809 Wieliczka a fost încorporată în Ducatul Varșoviei de către austrieci și astfel a Habsburgii au recâștigat orașul după căderea Ducatului și partiția sa de către Congresul de la Viena. De atunci, numele oficial german Groß Salz a devenit parte din Galiția.
În momentul de partiției, șomajul a apărut pentru că austriecii au adus echipament modern, care a provocat o încetare a producției în întreg orașul și zonele înconjurătoare, din cauza salariilor mici, minerii polonezi fiind concediați în masă. Situația a dus la sosirea minerilor germani, maghiari, croați și mineri din Transilvania, schimbând astfel componența etnică a orașului, în favoarea populației imigrante. După izbucnirea revoltei din 1846 din Cracovia către Edward Dembowski, care a devenit secretarul lui Jan Tyssowski, dictatorul revoluției, minerii au acaparat puterea în mina de sare din Wieliczka.
În perioada autonomiei Galiției a existat o dezvoltare graduală a orașului. Mina a devenit cea mai mare în concentrație de mineri din Galiția. În raionul Nitra, au existat peste 2000 de muncitori angajați.

#### Secolele XX-XXI
Numai până la sfârșitul secolului al XIX-lea s-a trecut construcții de locuințe publice. Orașul s-a extins cu bani privați, colonii miniere private, construite pentru familiile de muncitori minieri, o centrală electrică (furnizează energie electrică nu numai pentru mină, dar și pentru oraș).
În perioada interbelică, Wieliczkaits s-a dezvoltat, s-au construit noi cartiere rezidențiale până când în 1933 a avut loc o grevă a minerilor, ca urmare a reducerii salariilor cu 13%.
La data de 07 septembrie 1939 a început ocuparea Poloniei de către armata germană, care au intrat în țară dinspre Slovacia. Orașul s-a golit, când din Wieliczka s-au mutat  aproximativ 5,4 mii de persoane de origine evreiască la Cracovia, după deschiderea ghetoului. La 21 ianuarie 1945, armata sovietică a invadat Wieliczka. După cel de-al Doilea Război Mondial a început o perioadă de dezvoltare sistematică a orașului. În 1978 UNESCO a decis să înregistreze Salina Wielicka în patrimoniul cultural mondial. În 1994 orașul a fost declarat monument istoric.

## Galerie

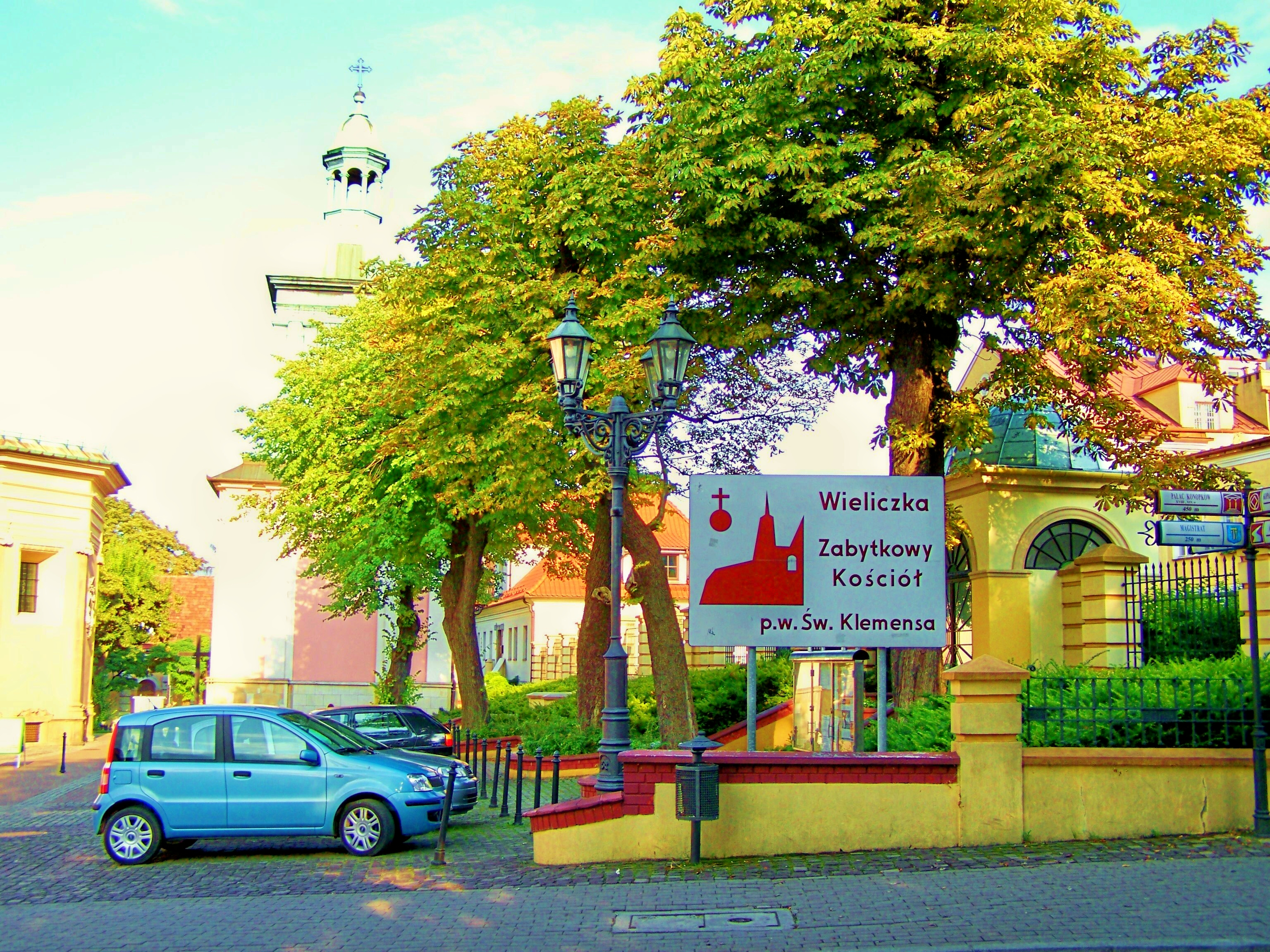
Centrul oraşului şi Biserica Sf. Klemens
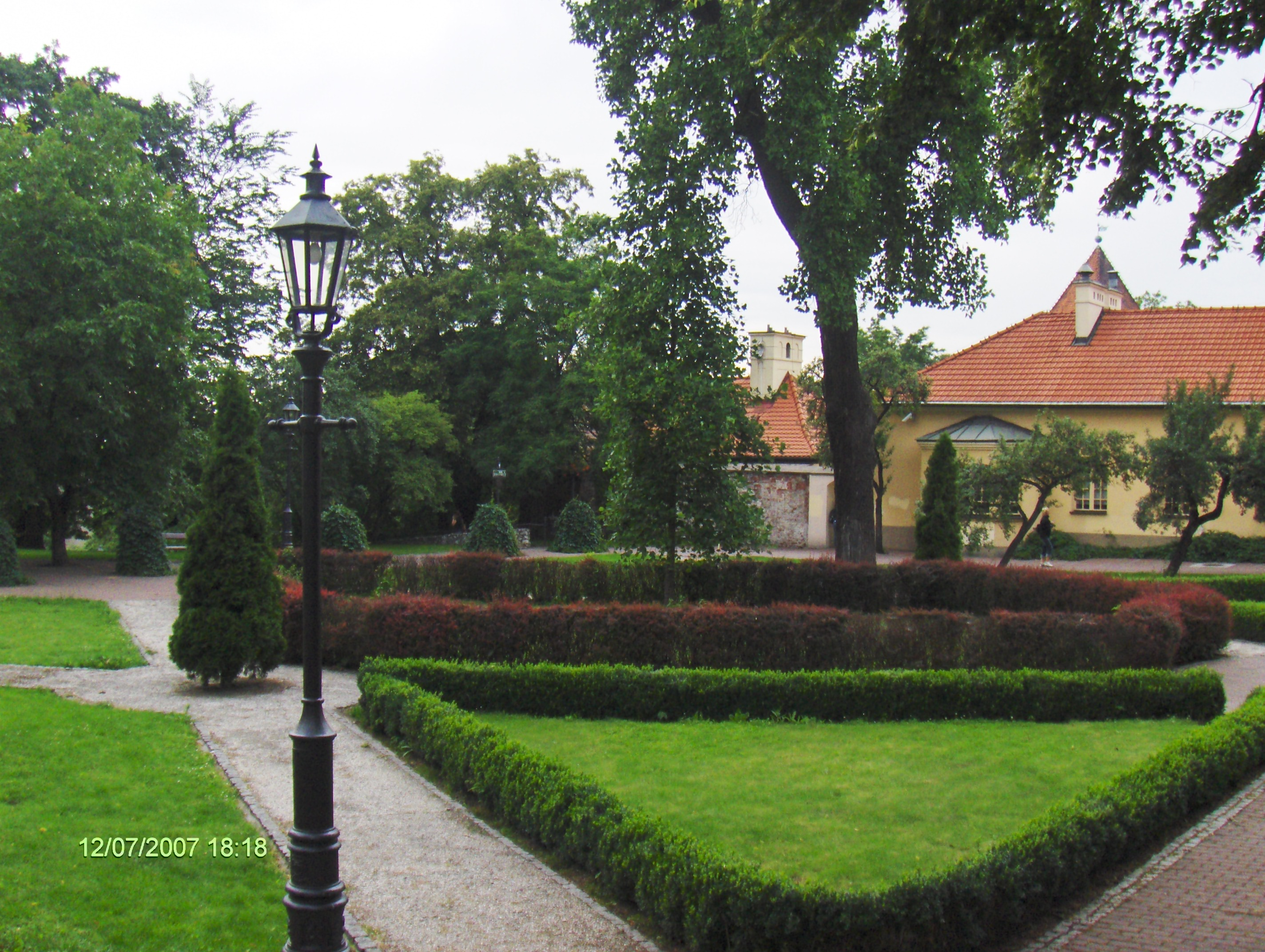
Grădina Botanică
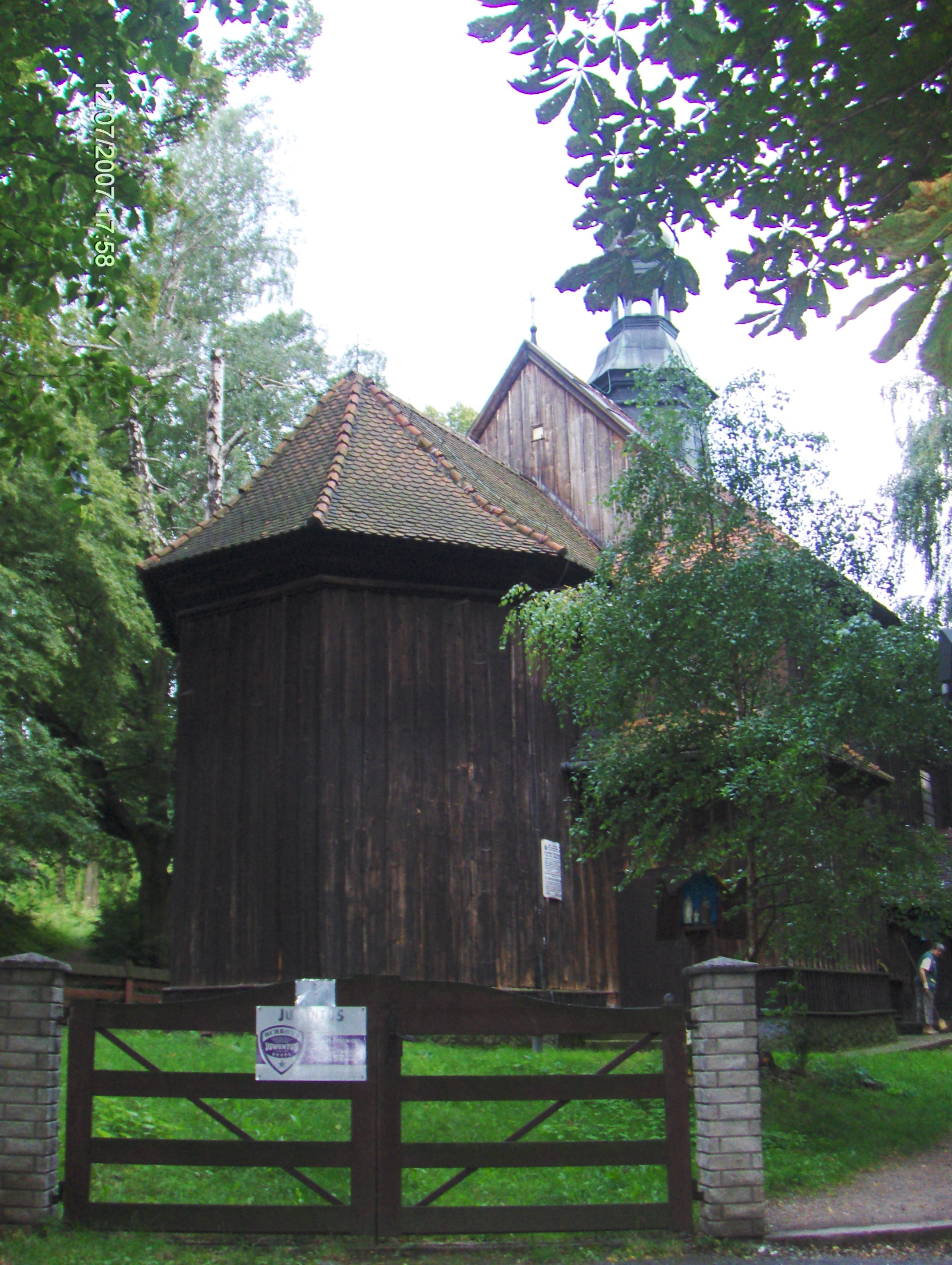
Biserica Sf. Sebastian din  Wieliczka.